# Lydia Padellec
Lydia Padellec, née le 8 juillet 1976 à Paris, est une poète et éditrice française. Plus jeune récipiendaire du prix Xavier-Grall en 2017, elle reçoit en 2023 le prix Paul-Quéré pour cette année et la suivante. Elle est par ailleurs à l'origine de la maison d'édition La Lune bleue, ainsi que du festival des Trouées poétiques, à Port-Louis en Bretagne.
Également peintre, Lydia Padellec signe ses toiles du pseudonyme LaOdina.
Elle a aussi traduit Helen Hunt Jackson, romancière et poète américaine, militante pour la cause amérindienne : son roman Ramona et son recueil de poèmes Calendrier de sonnets et autres poèmes sont parus à La Part commune en 2024.

## Biographie
En 1999, lors de son année de Licence à l'UFR de Saint Quentin-en-Yvelines, elle participe à un atelier animé par le poète Gérard Noiret : la poésie entre de plain-pied dans sa vie. Depuis cette année, elle est publiée dans plusieurs revues et anthologies en France et à l'étranger.
En 2001, elle découvre le haïku, participe au kukaï parisien (2007-2013) avant de créer le sien en 2014 en Bretagne. Elle anime des ateliers haïku /haïga auprès de différents publics et en particulier avec les scolaires. Autrice de littérature jeunesse, elle a publié Haïjin aux éditions du Jasmin en 2022.
Elle propose aussi des récitals, lisant ses textes, accompagnée de musiciens comme Franck Tortiller, Hélène Arntzen, Arnaud Delpoux ou Mariannig Larc'hantec.
Après des études de Lettres modernes, Lydia Padellec enseigne le français quelques années et arrête en 2003 pour se consacrer à l'écriture. Deux ans plus tard, Marc Giai-Miniet publie son premier livre d'artistes, Lumières de cendre.
Son premier recueil de poèmes en prose La maison morcelée, publié en 2011 aux éditions Le Bruit des autres, reçoit le Prix PoésYvelines des Collégiens 2013, finaliste au Prix Louis Guillaume en 2012.
Son manuscrit Entre l'herbe et son ombre, remporte le prix des Trouvères des lycéens en 2014.
En 2019, Lydia Padellec reçoit le prix des Collégiens lecteurs de poésie d'aujourd'hui pour son recueil Cicatrice de l'Avant-jour, l'un des quatre étudiés par les collégiens de Saint-Quentin-en-Yvelines ayant participé au dispositif. Paru en 2018 aux éditions Al Manar, Cicatrice de l'Avant-jour est écrit à la suite des attentats du 13 novembre 2015 en France.

### La Lune bleue
En 2010, Lydia Padellec fonde sa propre maison d'édition, La Lune bleue, afin de publier de manière artisanale les poètes et poétesses contemporaines qui la touchent. Elle accompagne parfois de ses acryliques les poèmes ou fait appel à d'autres artistes. Des rencontres sont organisées à Paris et dans les Yvelines, puis en Bretagne, à Port-Louis et à Riantec.
En 2018, elle annonce arrêter cette activité afin de « [se] recentrer sur [sa] propre création ».
Quatre ans plus tard, la maison d'édition reprend du service, en s'associant avec Les Trouées poétiques pour créer une nouvelle collection, "Duo L", des livres en tête-bêche, collection qui mettra en avant les voix émergentes de la poésie d'aujourd'hui. En 2025, pour fêter ses 15 ans, La Lune bleue propose la création de la collection "Grains de Lune" qui dévoilera le parcours sur plusieurs années d'un poète.

### Les Trouées poétiques
En 2015, Lydia Padellec crée l'association Les Trouées poétiques, qui organise le festival éponyme quatre années de suite (jusqu'en 2018) à Port-Louis.
De 2015 à 2017, La Lune bleue organise dans le cadre du festival un concours destiné aux élèves des écoles et collèges du Pays de Lorient,.
À l'occasion de la quatrième édition du festival sont créés deux prix littéraires décernés par des élèves morbihannais : le prix Jean-Claude-Touzeil et le prix Heather-Dohollau, qui récompensent chacun un livre de poésie contemporaine. Les premiers récipiendaires de ces prix sont, respectivement, Morgan Riet pour À fleur de poème (Donner à Voir, 2016) et Josyane de Jesus-Bergey pour Alípio (Vagamundo, 2016),. Bien que la cinquième édition des Trouées poétiques, qui devait avoir lieu en mars 2020, est annulée en raison de la pandémie de Covid-19 en France, Patrice Perron reçoit ensuite le prix Jean-Claude-Touzeil 2020 pour Les soubresauts de la planète (Éditions Sauvages, 2017).
En mars 2022, après trois autres années durant lesquelles ses activités étaient interrompues, l'association organise un nouvel évènement : une rencontre avec les Flâneurs, compagnons en poésie, autour de l'anthologie Fenêtres sur jardin, dirigée par Lydia Padellec, à Locmiquélic. Co-édité par La Lune bleue, cet ouvrage résulte d'un appel à textes émis deux ans plus tôt, au moment du premier confinement lié à la pandémie de Covid-19 en France, et réunit des poèmes inspirés par ses tableaux.

## Œuvre

### Recueils poétiques
- Lumières de cendre, livre d'artiste avec Marc Giai-Miniet, ça presse, 2005
- Foukenn diwan, livre d'artiste avec Marc Giai-Miniet, ça presse, 2007
- La maison morcelée, Le bruit des autres, 2011
- La mésange sans tête, Éclats d'encre, 2012
- Sur les lèvres rouges des Saisons, éditions de l'Amandier, 2012 ; Sur les lèvres rouges des Saisons suivi de Les métropolitains, éditions unicité, 2019
- Et ce n'est pas la nuit, Éditions Henry, 2013
- Entre l'herbe et son ombre, Éditions Henry, 2014
- Un doigt sur les lèvres (illustrations de Nicole Barrière-Jahan), éditions unicité, 2014
- Et la poussière tremble comme une petite fille, La Porte, 2014
- Quelque part au milieu de la pellicule, La Porte, 2015
- Sur le fil de ma paupière (gravures de Marc Giai-Miniet), Les éditions du nain qui tousse, 2015
- Mélancolie des embruns, (aquarelles de Catherine Sourdillon), Al Manar, 2016
- Les abeilles ne chantent pas la nuit, La Porte, 2017
- Cicatrice de l'Avant-jour (gravures de Marie Alloy), Al Manar, 2018
- Mémoires d'une enfant dérangée, Lunatique, 2020
- Chambre en Elle, Rafaël de Surtis, 2022
- La guitare dans l'arbre suivi de Il neige sur la mer, Au Salvart, 2022
- Délicieux gouffre, La Lune bleue / Trouées poétiques, 2022
- Haijin, (album jeunesse, illustrations de Corinne Demuynck) Éditions du Jasmin, 2022
- La Maison morcelée / An Ti didammet, version en breton par Mai Ewen, coll. Phénix, Les Éditions Sauvages, 2023
- L'aube sans fin, Éditions Henry, 2023
- Le dernier Refuge, coll. Ecriterres, Les Éditions Sauvages, 2024
- Celui que l'on nommait, avec les dessins de Robert Lobet, coll. Connivences, Éditions de la Margeride, 2025

### Traductions
- Ramona, Helen Hunt Jackson, traduction de l'Américain, Éditions La Part commune, 2024
- Calendrier de sonnets et autres poèmes, Helen Hunt Jackson, Éditions La Part commune, 2024

### Direction d'anthologies
- Voyage au bout des doigts, La Lune bleue, 2012
- D'une fleur à l'autre - 10 haïjins nés à partir de 1970, La Lune bleue, 2012
- Poètes, une anthologie particulière, Éditions Henry, 2015
- Ce que la Lune dit au jour - 13 poètes québécoises, La Lune bleue, 2016
- Duos : 118 jeunes poètes de langues françaises né(e)s à partir de 1970, Maison de la poésie Rhône-Alpes, 2018
- Fenêtres sur jardin, La Lune bleue / Trouées poétiques, 2022
- Tous ces visages au creux des paumes, La Lune bleue / Trouées poétiques, 2024

## Distinctions
- Prix PoésYvelines des Collégiens (2013) pour La maison morcelée
- Prix des Trouvères des lycéens (2014) pour Entre l'herbe et son ombre
- Prix Xavier-Grall (2017)
- Prix des Collégiens lecteurs de poésie d'aujourd'hui (2019) pour Cicatrice de l'Avant-jour
- Prix Paul-Quéré (2023-2024)